# Frère des ours (jeu vidéo)
Frère des ours (Brother Bear) est un jeu vidéo d'action développé par KnowWonder et Vicarious Visions, édité par Disney Interactive. Il est sorti en 2003 sur Windows et Game Boy Advance.
Il est basé sur le film du même nom.

## Voix françaises
- Bruno Choël : Kenaï
- Gwenaël Sommier : Koda
- Emmanuel Curtil : Truc
- Thierry Wermuth : Muche

## Accueil
- Jeuxvideo.com : 7/20 (PC)[1] - 13/20 (GBA)[2]